# Prosper Christyn de Ribaucourt
Prosper Jean Joseph, comte Christyn de Ribaucourt, né le 7 avril 1796 à Hildesheim et décédé à Bruxelles le 7 mars 1882, fut un homme politique catholique belge.
Il fut membre des États Provinciaux du Brabant méridional (1822-36);
bourgmestre de Laerne (1825-36); chambellan de Guillaume Ier des Pays-Bas (1826-1830); conseiller provincial de la province de Brabant (1836-43); cofondateur du Journal de Bruxelles (1841); sénateur de l'arrondissement de Termonde (1843-1879); questeur du sénat (1851-59); conseiller communal de Perk (1864-78).

## Généalogie et alliances
- Il fut un des deux enfants de l' écuyer, puis comte Philippe Alexandre (1748-1823) et de Antoinette de Quarré (1762-1836).
- Il épousa en 1827 Marie de Thiennes de Lombise (1806-1887);
  - Ils eurent quatre enfants, dont Caroline (1829-1913) et le sénateur et comte Adolphe (1837-1911).

## Sources
- Sa Bio sur ODIS
- Jean-Luc DE PAEPE et Christiane RAINDORF-GERARD (red.), Le Parlement belge, 1831-1894. Données biographiques, Bruxelles, 1996.